# Jutta Bauer
Jutta Bauer   (Hamburg, 9 de gener de 1955) és una il·lustradora i escriptora alemanya, especialment coneguda al seu país per la il·lustració de la sèrie Juli, escrita per Kirsten Boie, així com d'algunes novel·les de Christine Nöstlinger. Més recentment s'ha popularitzat amb llibres escrits i il·lustrats per ella mateixa, com Marecrits, traduït per Núria Ventura al català, Selma, La reina dels colors o El ángel del abuelo. Al 2006, Anaya va publicar un altre llibre il·lustrat per ella, Así empezó todo, amb textos de Jürg Schubiger i Franz Hohler.
Al 2008, Tàndem edicions va publicar un altre llibre il·lustrat per Jutta Bauer, Per què vivim als afores de la ciutat amb textos de Peter Stamm, d'aquest n'existeix una versió en català, traduïda per Patrícia Llorens i Laura Prades.

## Reconeixements
- Premi Hans Christian Andersen d'il·lustració, 2010.
- Premi Nacional de Literatura Infantil d'Alemanya, 2001, amb el llibre Marecrits.